# Exodus (Bibel)

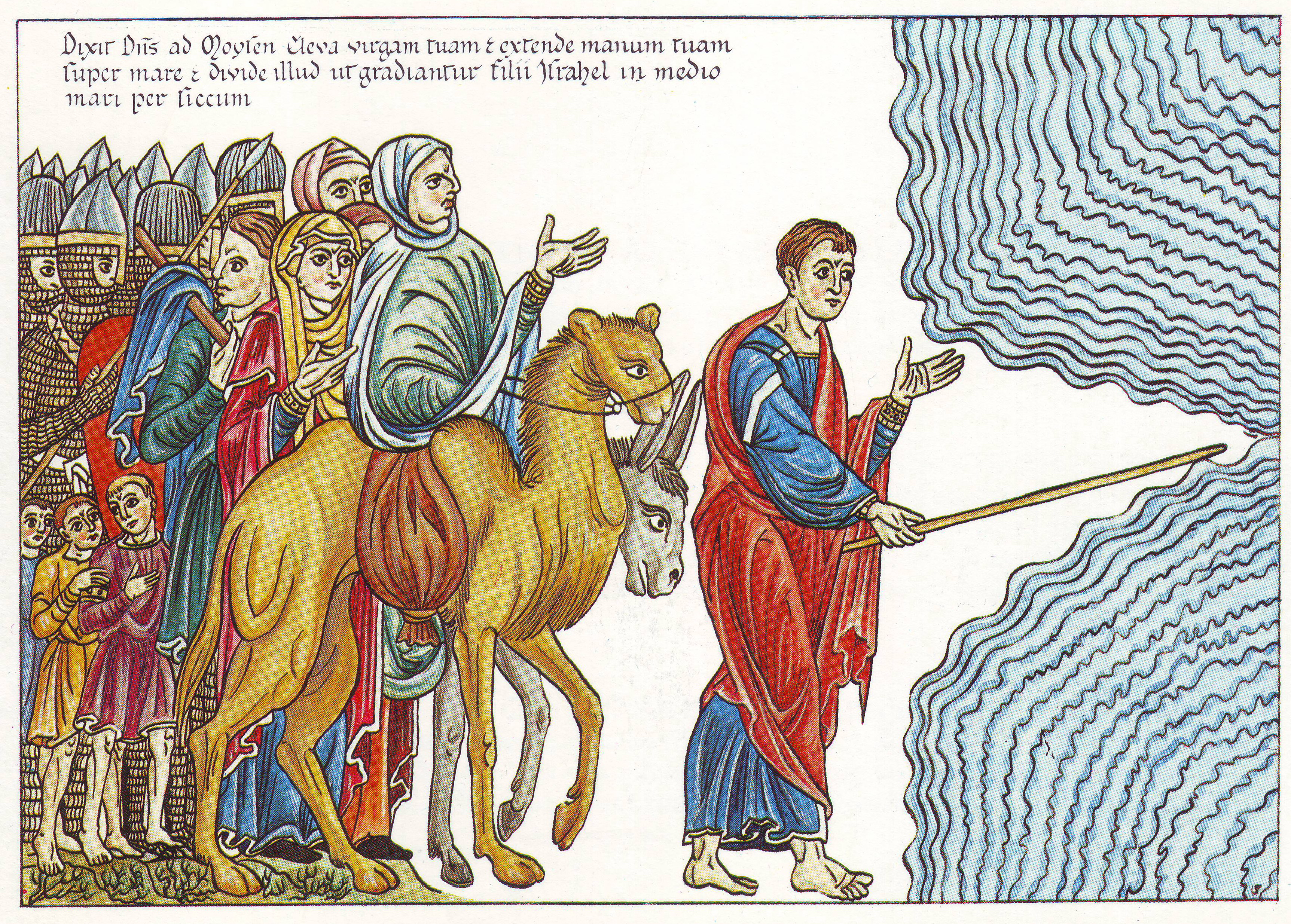
„Moses führt das Volk Israel durch das Rote Meer“ – Darstellung aus dem Hortus Deliciarum der Herrad von Landsberg (um 1180)

Das 2. Buch Mose, hebräisch שְׁמוֹת Schemot (deutsch „Namen“), auf griechisch Ἔξοδος Éxodos, lateinisch Exodus (deutsch „Auszug“) genannt, ist das zweite Buch der Tora und des jüdischen Tanach wie auch des christlichen Alten Testaments und damit das zweite Buch der beiden Fassungen des biblischen Kanons.

## Etymologien
Im Judentum heißt das Buch nach dem hebräischen Original Sefer Schemot (ספר שמות), was „Buch der Namen“ bedeutet. Der Name leitet sich von den ersten Worten des Buches Schemot („Namen“, שמות) her. Die Benennung nach direkten oder bedeutendsten Anfangsworten ist mit ihrer Verwendung als Parascha oder Sidra („Wochenabschnitt“) für die Lesung der Tora („Weisung, Lehre“) in der Synagoge im Judentum verknüpft.
Der lateinische Name Exodus leitet sich ab vom griechischen Ἔξοδος Éxodos („Auszug“), womit der Auszug der Israeliten aus der Sklaverei unter ägyptischer Herrschaft gemeint ist.
Die deutsche Bezeichnung 2. Buch Mose geht vor allem auf die Bibelübersetzung Martin Luthers zurück und folgt dem sonstigen traditionellen jüdischen und kirchlichen Sprachgebrauch, der traditionell Mose als Autor benennt.

## Übersicht
Das 2. Buch Mose besteht in seinem ersten Teil aus den Erzählungen über den Auszug der Israeliten aus Ägypten unter der Führung des Mose auf dem Weg in das durch JHWH den Israeliten versprochene Land Kanaan.
Die Erzählung beginnt mit der Geburt Moses und beschreibt aufkeimende Konflikte zwischen Israeliten und Ägyptern. Der Auszug wird den Israeliten erst gestattet, nachdem Ägypten von den Zehn Plagen heimgesucht wurde. Er führt durch das Schilfmeer, dessen Durchzug als wunderbares Handeln Gottes beschrieben wird, und weiter in die Wüste des Sinai, wo Gott am Berg Sinai Moses die Zehn Gebote offenbart.
Es folgt der Bund Gottes mit dem Volk Israel, bei dem die Rolle Aarons, des älteren Bruders Moses, an Bedeutung gewinnt. In einem Bundesbuch genannten Kodex werden in Kapitel 21 bis 24 Bundesgesetze zusammengestellt, die das Volk Israel als eine Theokratie unter Führung einer Priesterschaft einrichten. Als Zeichen dieses Bundes werden die Bundeslade, ein Holzkasten mit Steintafeln darin, auf denen die Zehn Gebote eingeschrieben sind, und ein transportabler Zelt-Tempel vom Tross als Heiligtum mitgeführt. Das Tempelzelt, dessen Konstruktion sehr detailliert beschrieben wird, stellt die erste Form des israelitischen Tempels dar.
Das 2. Buch Mose steht in engem Zusammenhang mit den anderen vier Büchern Mose, der Tora oder des Pentateuch. Zeitlich ist es dem 1. Buch Mose nachgeordnet. An das 2. Buch Mose schließen das 3. und 4. Buch Mose inhaltlich an. Das 5. Buch Mose stellt in mancher Hinsicht eine Zusammenfassung des 2.–4. Buches dar, geht aber in seinen Lehren auch darüber hinaus.

## Autorschaft
Das 2. Buch Mose selbst nennt keinen Autor. Der deutsche Name folgt der jüdischen und christlichen Tradition einer Autorschaft Moses, die den gesamten Pentateuch (die fünf Bücher Mose) als von Mose verfasst sieht. Diese Sichtweise wird heute nur noch von orthodoxen Juden sowie einem Teil der Christen (hauptsächlich aus dem evangelikalen und/oder fundamentalistischen Spektrum) vertreten.
Die Frage der Autorschaft ist im Artikel Tora ausführlicher behandelt.

## Wichtige Aussagen und Themen

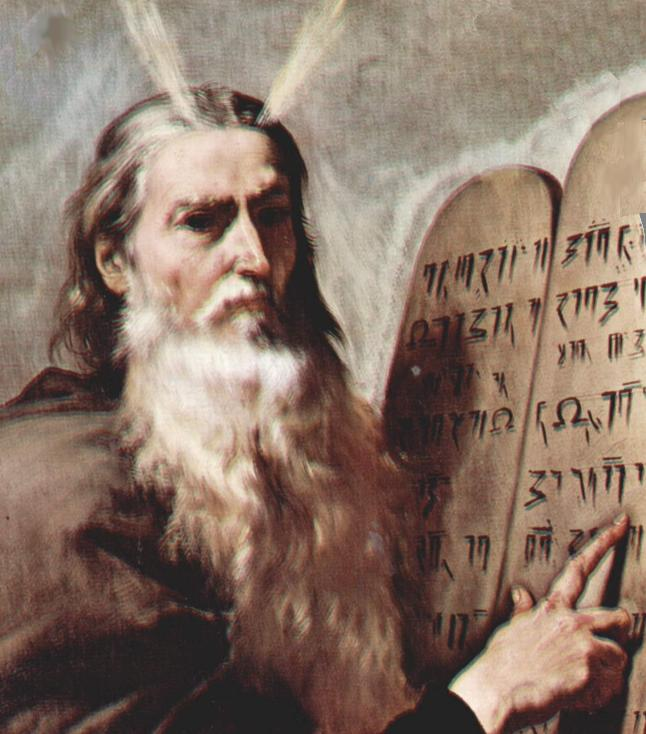
Moses mit den Gesetzestafeln
Gemälde von Jusepe de Ribera, 1638

Zentrales Thema des Buches ist der Bund Gottes mit dem Volk Israel. Mehrfach findet sich das Motiv des zweifelnden Menschen, der Abfall von Gott, die Rückkehr zu Gott und die Bestrafung oder Vergebung durch Gott mit Erneuerung oder Bestätigung des geschlossenen Bundes.
Gleichzeitig ist die Rolle des Volks Israel in der Beziehung zu seinem JHWH genannten Gott von Bedeutung. Letztlich gibt das 2. Buch Mose die Rechtfertigung für den Anspruch des jüdischen Volkes auf sein Land. Gleichzeitig führt die jüdische Religion viele ihrer grundlegenden Glaubensinhalte auf Offenbarungen Gottes zurück, die im 2. Buch Mose zu finden sind.
Im Christentum gilt der Auszug aus Ägypten als wichtigstes Bild für den Abschied von der Sklaverei der Sünden, der unter der Führung Christi möglich wird.
Zentrale Inhalte sind:
- die Offenbarung des JHWH-Namens an Mose im brennenden Dornbusch
- die zehn Plagen über Ägypten
- der Auszug des Volkes Israel aus Ägypten
- die Stiftung des Pessach
- der Durchzug durch das Schilfmeer
- der Psalm des Mose
- Bundesschluss am Sinai
- die Zehn Gebote und das Bundesbuch
- Gesetze und Anweisungen über den Bau eines Heiligtums
- das Goldene Kalb

Anmerkungen zum Gottesnamen: Die Aussprache des Gottesnamens ist nicht eindeutig, da nur die Konsonanten des Namens überliefert sind. Die genaue Konsonantenfolge nach dem hebräischen Text ist JHWH. Aus Ehrfurcht vor Gott sprachen die Juden den Gottesnamen JHWH selten aus und benutzten stattdessen andere Bezeichnungen wie Adonai (hebr: mein Herr), Elohim (Gott) oder Haschem (der Name).

## Inhaltliche Zusammenfassung

### Die Israeliten in Ägypten und Mose Geburt und Auftrag (Kapitel 1–4)
Die Israeliten leben als Landarbeiter und Sklaven in Ägypten und sind im Wesentlichen rechtlos. Der Säugling einer levitischen israelitischen Familie wird in einem Schilfkorb im Nil ausgesetzt, um ihn vor der vom Pharao angeordneten Tötung der männlichen israelitischen Kinder zu bewahren. Er wird von einer Tochter des Pharao gefunden und aus Mitleid unter dem Namen Mose adoptiert. Zum Stillen wird gerade seine leibliche Mutter als Amme bestimmt.
Mose wächst unter den Ägyptern auf, fühlt sich aber als Hebräer. Nachdem er einen Ägypter erschlagen hat, der einen Hebräer bedrohte, flieht er aus dem Land, und heiratet Zippora, die Tochter des midianitischen Priesters Jetro. Hier offenbart sich ihm JHWH im brennenden Dornbusch, der Gott Israels, und teilt Mose seinen Rettungsplan für das Volk Israel mit: Mose soll nach Ägypten zurückkehren, die Israeliten von dort herausführen, und sein älterer Bruder Aaron soll sein Sprecher sein.

### Mose und Aaron vor dem Pharao: Die Zehn Plagen (Kapitel 5–13)
Der Bitte Moses und Aarons, die Israeliten ziehen zu lassen, begegnet der Pharao mit einer Erhöhung der Zwangsarbeit. Daraufhin sucht Gott die Ägypter zuerst durch neun Plagen heim, um den Pharao zum Ziehenlassen der Israeliten zu bewegen:
1. Das Nilwasser wird zu Blut;
2. Frösche wimmeln im Land;
3. Mücken plagen Mensch und Tier;
4. Stechfliegen plagen Mensch und Tier;
5. Eine Seuche rafft das Vieh dahin;
6. Bei Mensch und Vieh brechen Geschwüre auf;
7. Hagelstürme verwüsten das Land;
8. Heuschrecken fressen das Land kahl;
9. Drei Tage herrscht Dunkelheit im Land;

Obwohl von den immer bedrohlicher werdenden Plagen erschrocken, gewährt der Pharao den Auszug der Israeliten nicht. Das Volk der Kinder Israels wird von den Plagen verschont.
Erst die letzte, zehnte Plage, der Tod aller männlichen Erstgeborenen der Ägypter, überzeugt den Pharao, die Israeliten ziehen zu lassen. Das jüdische Pessachfest, dessen Vorschriften Gott Mose am Vorabend des Auszugs offenbart, erinnert an das Verschonen der Erstgeborenen der Israeliten.

### Verfolgung der Israeliten und Durchquerung des Schilfmeeres (Kapitel 13–15)
Die Israeliten brechen von Sukkot zum Schilfmeer (vermutlich das Rote Meer oder dortiger See) auf und werden vom ägyptischen Heer verfolgt, da der Pharao die Erlaubnis zum Auszug bereut. Der Furcht der Israeliten begegnet ihr Gott mit der Trockenlegung des Schilfmeeres, wodurch ihnen ein Fluchtweg eröffnet wird. Die verfolgenden Ägypter ertrinken in den wieder einfallenden Wassermassen. Es folgt ein Lobgesang der Geretteten.

### Durch die Wüste (Kapitel 16–18)
Von Elim am Schilfmeer brechen die Israeliten durch die Wüste Sin zum Sinai auf; in der Wüste wird der wegen Hunger murrende Wanderzug auf wunderbare Weise versorgt (Wachteln, Manna). Das beim Lager Rifidim mangelnde Wasser wird ebenfalls durch ein Gotteswunder beigebracht. Auch Kriegshandlungen gegen Amalek werden mit göttlicher Hilfe gewonnen. Hier wird Mose auch mit seiner Frau und seinen Kindern wieder vereint.

### Am Sinai: Die Zehn Gebote und die Bundesgesetze (Kapitel 19–23)
Die Israeliten erreichen den Berg Sinai, den Mose erklimmt und dort seinem Gott begegnet. Gottes Absicht, mit den Israeliten einen Bund zu schließen, der sie zu seinem auserwählten, heiligen Volk macht, das er segnen wird, wird von den Israeliten freudig akzeptiert.
Nur Mose erhält die Erlaubnis, Gott auf dem Berg Sinai zu begegnen, wo die Zehn Gebote verkündet werden. Im Anschluss erfolgt eine ausführliche Gesetzgebung, die konkret das zivile Leben der Israeliten als Gottes ausgewähltem Volk regeln soll und als „Bundesbuch“ (20,22-23,33) bezeichnet wird. Unter anderem das Opfern, die Sklavenhaltung und was unter Todesstrafe steht. Nach diesen Verkündigungen begibt sich Mose wieder zu den Israeliten, um ihnen die von Gott erlassenen Gesetze mitzuteilen.

### Die Steintafeln der Gebote, die Bundeslade, Priesterstand und Altaropfer (Kapitel 24–31)
Mose steigt wieder auf den Berg Sinai, um von Gott die Zehn Gebote, in Stein gemeißelt, entgegenzunehmen (24,12ff.). Zuvor wird der Bundesschluss am Sinai beschrieben. Dabei wird zweimal erwähnt, dass das Volk einstimmig die Rechtssatzungen annimmt und befolgen will (24,3.7). Zusätzlich wird der Bau der Bundeslade und des Tempelzeltes, des Heiligtums der Israeliten, sowie die dabei zu beachtenden Vorschriften bekannt gemacht. Aaron und seine Nachkommen sollen den Priesterstand der Israeliten darstellen, und Vorschriften zum Darbringen der Opfer auf dem Altar werden gegeben. Den Sabbat betreffend gibt Gott die Vorgabe, dass er zu halten ist, und „[w]er ihn entweiht, soll mit dem Tod bestraft werden“(Ex 31,14 ). Zum Schluss händigt Gott Mose die beiden von ihm eigenhändig beschriebenen Steintafeln mit den Zehn Geboten aus.

### Das Goldene Kalb (Kapitel 32–34)
Während Mose auf dem Berg Sinai weilt, werden die Israeliten ungeduldig und verlangen von Aaron, einen materiellen Gott zu machen, wie es in jener Zeit üblich war. Aaron sammelt Gold und stellt ein Goldenes Kalb her, welches er und die Israeliten anbeten. Gott teilt Mose den Abfall der Israeliten mit und kündigt an, sie zu töten, doch Mose bittet um Nachsicht, die Gott schließlich gewährt. Als Mose im Lager ankommt, zerbricht er im Zorn die Steintafeln und zerstört das Goldene Kalb. Die Leviten erweisen sich als Gott getreu und erhalten von Mose den Auftrag, die männlichen abtrünnigen Verwandten mit dem Schwert umzubringen. Danach begibt sich Mose wieder auf den Berg Sinai, um Gott gnädig zu stimmen. Er erhält Vergebung, neue Steintafeln sowie erneute Verheißung und weitere Vorschriften und Gesetze für die Israeliten.

### Errichten der Bundeslade und des Mischkans (Kapitel 35–40)
Nach seiner Rückkehr versammelt Mose die Israeliten und teilt ihnen Gottes Weisungen mit. Danach werden die Bundeslade, der Mischkan sowie der Altar errichtet und Aaron als Priester gesegnet. Diese Kapitel enthalten in weiten Teilen eine Wiederholung der in Kapitel 24–31 gegebenen Vorschriften.

### Zusammenfassende Grobgliederung

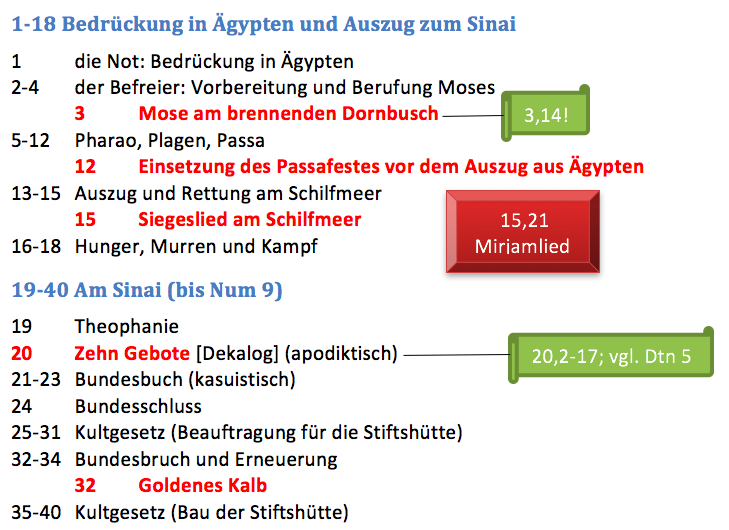
Gliederung

## Historische Genauigkeit
Das 2. Buch Mose spricht von etwa 600.000 erwachsenen Männern, die aus Ägypten auszogen, dazu Frauen und Kindern (Ex 12,37 ). Diese Zahl wurde in der Vergangenheit oft unkritisch als historische Begebenheit akzeptiert. Die moderne Forschung sieht hingegen zumindest keine Beweise für die Historizität der geschilderten Ereignisse. Archäologische Hinweise auf derartig große Bevölkerungsbewegungen im Sinaigebiet oder eine Einwanderung nach Kanaan liegen nicht vor; in Kanaan lebten zu jener Zeit nur 50.000 bis 100.000 Menschen. Viele Forscher gehen daher von einer viel kleineren Auswanderung aus, die auch noch gar nicht alle zwölf Stämme umfasst habe.
Andere Gelehrte halten die gesamte Exodus-Erzählung nicht nur für eine Übertreibung, sondern für eine freie Erfindung. So argumentierten die Archäologen Israel Finkelstein und Neil Asher Silberman im Jahr 2001, eine Landnahme durch aus Ägypten heimgekehrte Israeliten lasse sich nicht nur nicht nachweisen; vielmehr zeigte die Kontinuität in materiellen Befunden sogar deutlich, dass es zu keiner nennenswerten Einwanderung gekommen sei. Denkbar sei allenfalls eine Eroberung der kanaanitischen Städte durch nomadische Stämme am Ende des zweiten vorchristlichen Jahrtausends, die sich aber bereits seit Jahrhunderten im Land befunden hätten. Die biblische Erzählung verzerre demnach die Erinnerung an einen Bürgerkrieg zwischen Land- und Stadtbevölkerung, indem sie ihn zu einer Landnahme umdeute.